# Liban aux Jeux olympiques d'hiver de 1972
Cet article contient des informations sur la participation et les résultats du Liban aux Jeux olympiques d'hiver de 1972, qui ont eu lieu à Sapporo au Japon. 

## Résultats

### Ski alpin

#### Hommes
| Athlète         | Épreuve      | Manche 1      | Manche 1 | Manche 2      | Manche 2 | Total         | Total |
| Athlète         | Épreuve      | Temps         | Rang     | Temps         | Rang     | Temps         | Rang  |
| --------------- | ------------ | ------------- | -------- | ------------- | -------- | ------------- | ----- |
| Ghassan Keyrouz | Slalom géant | 2 min 05 s 10 | 54       | 2 min 11 s 20 | 45       | 4 min 16 s 30 | 45    |

#### Slalom hommes
| Athlète         | Classification | Classification | Finale          | Finale | Finale         | Finale | Finale          | Finale |
| Athlète         | Temps          | Rang           | Temps Manche 1  | Rang   | Temps Manche 2 | Rang   | Total           | Rang   |
| --------------- | -------------- | -------------- | --------------- | ------ | -------------- | ------ | --------------- | ------ |
| Ghassan Keyrouz | 2 min 10 s 04  | 6              | N'a pas terminé | –      | –              | –      | N'a pas terminé | –      |

## Référence
- (en) Cet article est partiellement ou en totalité issu de l’article de Wikipédia en anglais intitulé « Lebanon at the 1972 Winter Olympics » (voir la liste des auteurs).